# 안젤로 무소네
안젤로 무소네(이탈리아어: Angelo Musone, 1963년 3월 1일~)는 이탈리아의 전 권투 선수이다. 1984년 하계 올림픽 남자 헤비급 종목에서 동메달을 획득했고 지중해 게임에서 은메달 1개를 획득했다.